# Sturnelle du Pérou
Leistes bellicosa
Espèce
Statut de conservation UICN

 LC  : Préoccupation mineure
Répartition géographique
La Sturnelle du Pérou (Leistes bellicosa) est une espèce de passereau d'Amérique du Sud de la famille des ictéridés.

## Distribution
La Sturnelle du Pérou se retrouve dans la plaine côtière du Pacifique jusqu’à 2500 m d’altitude, de l’Équateur jusqu’au Chili en passant par le Pérou.

## Systématique
On reconnait deux sous-espèces à la Sturnelle du Pérou :
- L. b. albipes (Philippi & Landbeck, 1861) ;
- L. b. bellicosa (Filippi, 1847).

## Habitat
Cette sturnelle fréquente les prairies, les terres cultivées, les boisés clairsemés, les oasis, la végétation le long des cours d’eau dans les zones arides, les parcs urbains et les pelouses.

## Nidification
La Sturnelle du Pérou niche au sol dans un nid tissé d’herbacées et en forme de dôme.  Le nid est souvent situé à proximité d'un buisson ou d’une touffe d’herbes.  Les œufs sont au nombre de 3 à 5.  Le Vacher luisant parasite parfois son nid.